# 杉沢山
杉沢山（すぎさわやま）は、秋田県鹿角市十和田山根に標高734.1mの山である。

## 概要
同県鹿角郡小坂町との境界に接している。山の南峰に源を発する七滝沢の下流には、日本の滝百選に選ばれている七滝がある。山内には、上向地区より林道が設けられている。

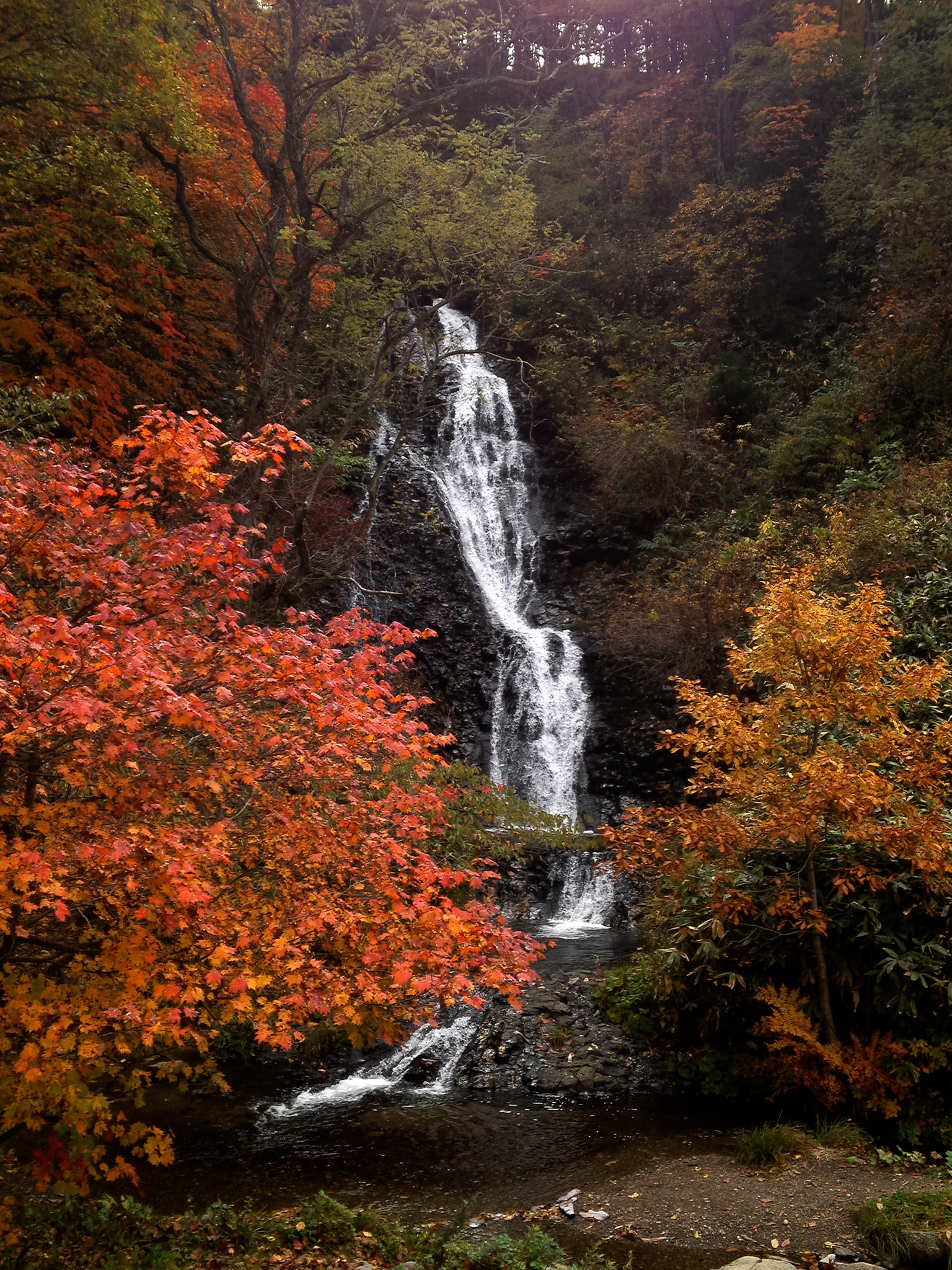
七滝